# Grosses Wannenhorn
Ne doit pas être confondu avec Kleines Wannenhorn.
Le Grosses Wannenhorn, ou Gross Wannenhorn, est un sommet des Alpes bernoises, en Suisse, situé dans le canton du Valais, qui culmine à 3 906 m d'altitude. Avec, notamment, le Fiescher Gabelhorn et le Schönbühlhorn au nord-ouest et le Kleines Wannenhorn au sud-est, il fait partie des Walliser Fiescherhörner qui séparent le glacier d'Aletsch à l'ouest du glacier de Fiesch à l'est.
La première ascension du Grosses Wannenhorn, par Gottlieb Studer, Rudolf Lindt, Kaspar Blatter et Peter Sulzer, date du 6 août 1864, par le versant est,.